# Сейсмічність Польщі
Територія Польщі — характеризується відносно слабкою сейсмічністю.

## Загальна характеристика
Основна частина території Польщі належить до сейсмічно неактивних 2-3 бальних (за шкалою Ріхтера) областей Землі, лише в районі Карпат, що входять до складу Середземноморського геосинклінального поясу, знаходяться сейсмоактивні зони, що тяжіють до зон глибинних розломів в основі Карпат. У їх межах відомі відособлені сильно помірні та сильні (за шкалою інтенсивності МSK-64) землетруси магнітудою 6-8 балів (за шкалою Ріхтера). Також мають місце землетруси, які пов'язані з активною гірничою діяльністю.

## Землетруси у минулі століття
У 1980 році найсильніший сейсмічний поштовх, який пов’язують з гірничою діяльністю, стався на шахті «Белхатув». Його оцінили у 4,6 балів (за шкалою Ріхтера).

## Землетруси XXI століття

### 2018
30 січня, о 03:30 (за місцевим часом), в Малопольському воєводстві та Сілезії стався землетрус силою 3,0 балів (за шкалою Ріхтера). Епіцентр землетрусу знаходився в районі колишньої шахти «Земовит» в м. Лендзіни (Сілезьке воєводство). Гіпоцентр землетрусу залягав на глибині 680 м. Було отримано 18 повідомлень від мешканців, зокрема 2 з них — про пошкодження будинків.

### 2023
5 серпня, близько 06:30 (за місцевим часом), у південно-західній частині Польщі в результаті підземного поштовху поблизу м. Руда-Шльонська, на глибині 1000 м стався обвал шахти. Один шахтар загинув, ще п'ятеро отримали поранення.

### 2024
14 травня, близько 03:30 (за місцевим часом), у польській Сілезії стався землетрус, в результаті якого на шахті Mysłowice-Wesoła, на глибині 870 м під землею, загинуло двоє шахтарів, один — перебував в розшуці. У забої працювало 15 осіб, 9 з 11 виведених звідти шахтарів були доставлені до лікарень. Вони отримали контузії та загальні травми.
11 липня, близько 06:00 (за Гринвічем), за повідомленням новинного каналу TVN24, на польській шахті «Ридултові» PGG стався сильний високоенергетичний поштовх. Гіпоцентр землетрусу знаходився на глибині 1,2 км. Внаслідок землетрусу один робітник загинув, 76 гірників були евакуйовані рятувальниками. Через сейсмічну небезпеку рятувальну операцію переривали декілька разів.
13 серпня, о 18:47:03 (за київським часом), Головним центром спеціального контролю ДКАУ на території Польщі зареєстровано ледве відчутний (за шкалою інтенсивності МSK-64) землетрус магнітудою 2,4 бали (за шкалою Ріхтера).
28 листопада, о 16:56:20 (за київським часом), Головним центром спеціального контролю ДКАУ на території Польщі зареєстровано відчутний (за шкалою інтенсивності МSK-64) землетрус магнітудою 2,9 бали (за шкалою Ріхтера).

### 2025
8 квітня, о 07:01:34 (за київським часом) та о 18:33:13 (за київським часом), Головним центром спеціального контролю ДКАУ на території Польщі зареєстровано два ледве відчутних (за шкалою інтенсивності МSK-64) землетруси, магнітудою 2,4 балів (за шкалою Ріхтера) та 2,9 балів  (за шкалою Ріхтера) відповідно.
17 квітня, о 13:19:02 (за київським часом), Головним центром спеціального контролю ДКАУ на території Польщі зареєстровано відчутний (за шкалою інтенсивності МSK-64) землетрус магнітудою 3,5 балів (за шкалою Ріхтера).
23 квітня, о 10:44:41 (за київським часом), Головним центром спеціального контролю ДКАУ на території Польщі поблизу міста Кракова зареєстровано відчутний (за шкалою інтенсивності МSK-64) землетрус магнітудою 3,1 балів (за шкалою Ріхтера).
23 квітня, о 19:22:26 (за київським часом), Головним центром спеціального контролю ДКАУ в південно-західній частині Польщі поблизу міста Вроцлава зареєстровано відчутний (за шкалою інтенсивності МSK-64) землетрус магнітудою 3,3 балів (за шкалою Ріхтера).
14 травня, о 17:00:58 (за київським часом), Головним центром спеціального контролю ДКАУ в південній частині Польщі поблизу міста Кракова  зареєстровано відчутний (за шкалою інтенсивності МSK-64) землетрус магнітудою 3,0 балів (за шкалою Ріхтера).
16 травня, о 21:31:13 (за київським часом), Головним центром спеціального контролю ДКАУ в південній частині Польщі поблизу міста Кракова  зареєстровано відчутний (за шкалою інтенсивності МSK-64) землетрус магнітудою 3,0 балів (за шкалою Ріхтера).
25 травня, о 10:55:55 (за київським часом), Головним центром спеціального контролю ДКАУ в південній частині Польщі поблизу міста Кракова  зареєстровано ледве відчутний (за шкалою інтенсивності МSK-64) землетрус магнітудою 2,4 балів (за шкалою Ріхтера).
14 липня, о 17:10:55 (за київським часом), Головним центром спеціального контролю ДКАУ в західній частині Польщі поблизу міста Легниці зареєстровано відчутний (за шкалою інтенсивності МSK-64) землетрус магнітудою 3,5 балів (за шкалою Ріхтера).